# Graphorkis concolor
Graphorkis concolor là một loài thực vật có hoa trong họ Lan. Loài này được (Thouars) Kuntze mô tả khoa học đầu tiên năm 1891.